# Muntiacini
Tribu
Synonymes
- Muntiacinae Knottnerus-Meyer, 1907[1]

Muntiacini est une tribu de mammifères de la famille des Cervinae.

## Liste des genres
Selon BioLib (6 juillet 2019) :
- genre Acteocemas Ginsburg, 1985 †
- genre Amphiprox Haupt, 1935 †
- genre Elaphodus Milne-Edwards, 1872
- genre Eostyloceros Zdansky, 1925 †
- genre Metacervulus Teilhard de Chardin & Trassaert, 1937 †
- genre Muntiacus Rafinesque, 1815
- genre Paracervulus Teilhard de Chardin & Trassaert, 1937 †

## Publication originale
- (de) Theodor Knottnerus-Meyer, « Über das Träneiibeiu der Huftiere », Archiv für Naturgeschichte, Berlin, Nicolaische Verlags-Buchhandlung, vol. 73, no 1,‎ 1907, p. 1-152 (ISSN 0365-6136, OCLC 1481989, lire en ligne).